# ロヒンギャ

民族旗

ロヒンギャ（英: Rohingya people）とは、ミャンマーのラカイン州（旧アラカン州）に住む人々である。英語や現地ミャンマーではロヒンジャ、隣国タイ王国ではロヒンヤと発音される。ロヒンギャと呼ばれる人の大半はムスリムだが、少数ながらヒンドゥー教徒もいる。ミャンマー政府の公式見解では、ベンガル語の1方言を話すインド系住民はムスリムだろうとベンガリと呼ばれ、バングラデシュからの不法移民という位置づけである。

## 基本情報

### 名称
ミャンマーではロヒンギャという集団の存在自体が否定されており、バングラデシュから流入した不法移民であるとの主張から、ベンガル人という意味のベンガリ（ビルマ語: ဘင်္ဂါလီ）と呼ばれている。
本項では、原則としてロヒンギャと表記し、ミャンマー側見解など、他の表記が必要な時は「バングラ人」「ベンガル人」「ベンガル系ムスリム」などカギカッコつきで表記する。
日本は、「バングラ系イスラム教徒のロヒンギャ」と表記している。外務大臣記者会見などではロヒンギャの語は避け、「ラカイン州のムスリム」などの表現を使っている。
また、国際赤十字では、「政治的・民族的背景および避難されている方々の多様性に配慮」という理由で「ロヒンギャ」という表現を使用しないとしている。

### 居住

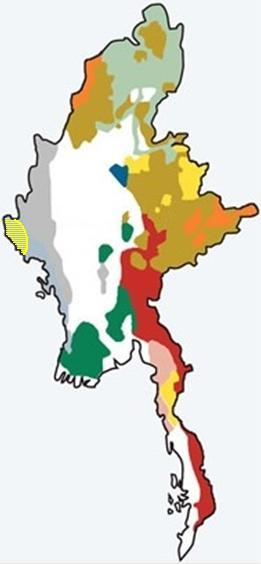
ミャンマーの民族分布。ミャンマーのロヒンギャは、バングラデシュ国境沿いの地域（黄緑色の領域）に居住する

ロヒンギャの居住地域は、ミャンマー連邦共和国西部にあるヤカイン州（旧アラカン州、古い発音ではラカイン州と発音）のブティーダウン（Buthidaung）とマウンドーの両市と、バングラデシュ人民共和国東部にあるチッタゴン管区コックスバザール周辺のマユ国境一帯にある。バングラデシュへ難民化したり、ミャンマーへ再帰還したりしたため、現在では居住地域が両国に跨っている。

### 宗教
ロヒンギャの大半はスンナ派・ムスリムである。少数ながらヒンドゥー教徒もいる。

### 生業
主に農業で生計を営むが、商人としての交易活動も盛んである。
しかし、ミャンマーでは「不法移民」と見なされているため、移動の自由は認められておらず、修学も、就職も厳しく制限されている。そのため、農業や日雇い以外の仕事に就くことは困難である。

### 人口
ミャンマーにおけるロヒンギャの人口規模は80万人と推計
されるが、政府当局の統計の信憑性が低いと考えられるため正確な数値は不明である。
2017年以降のミャンマー国軍・警察・自警団などによる攻撃で、国外に逃れたロヒンギャは60万人を超えており、過半数がミャンマーを追われた計算になる。2017年8月28日時点でアントニオ・グテーレス国連事務総長は、8月25日以降の難民は50万で、さらに25万人が潜在的な追放の危機にあるとした。

### 言語
インド語派東部語群ベンガル・アッサム語に属するロヒンギャ語を使用、チッタゴン語に近いが、類縁とされるベンガル語との相互理解は難しい。ロヒンギャはミャンマーの公用語であるビルマ語（シナ・チベット語族）を使用しないことも統合に支障を生じる原因となっている。
正書法が確立しておらず、アラビア文字、ウルドゥー文字、ラテン文字、ビルマ文字等による表記が入り乱れている。1980年代には、モーラナ・ハニフィが、アラビア文字をもとに書法を作成し、これが、ハニフィ（Hanifi）又はロヒンギャ文字と呼ばれているものである。

## 歴史

### 前史
歴史家は、9世紀頃にチベット・ビルマ語族のラカイン族がラカインにやってきたと考えているが、アラカン王国以前のラカインの歴史は明らかになっていない。この点、ロヒンギャの歴史家・チョーミンティンは、ラカインにある遺跡に仏教のみならず、ヒンドゥー教の影響が見られること、ミャンマー語の碑文が10世紀頃にならないと見られないことなどから、インド系の人々がラカインの先住民であり、彼らがイスラム教に改宗したのがロヒンギャだと主張している。他のロヒンギャの歴史家の見解を以下列挙するが、これらは他の歴史家・考古学者から、憶測、論争、事実の自由主義的解釈または修正主義に大きくもとづいており、考古学的遺物、一次資料、歴史的証拠を欠いていると批判されている。
- 1917年、官報の『ビルマ・ガゼット（英語版）』にアキャブのイギリス人副長官が、マハタイン・サンダヤ（Mahataing Sandaya）の統治期間中（紀元788～810年頃）、「数隻の船がラムリー島で難破し、ムスリムと思われる乗組員がアラカン本土に送られ、村に定住した」と書いているが[注釈 2]、この難破船の生存者はアラブ人男性で、地元の女性との結婚を通してロヒンギャの祖先となった[22]。
- 「ロヒンギャ」の祖先はアラカンに住み、アラカン仏教徒が到着するずっと前からイスラム教を受け入れており、「アラカン」または「ラカイン」という名称はペルシャ語またはアラビア語（ラハム）に由来している[22]。
- 10世紀までに、多くの地元住民がイスラム教に改宗し、ラカイン州北西部にムスリムの王国があった[22]。
- ロヒンギャの祖先は、預言者ムハンマドの孫でシーア派の指導者・アリー・イブン・アビー・ターリブを支持し、680年にカルバラーの戦い（現在のイラク）から逃れ、マウンドーに上陸した[22]。
- ロヒンギャは初期のアラブ人とペルシャ人と、アフガニスタン人、ベンガル人、ムガル人、インド洋周辺の他のムスリムとの混血である[23]。

ただし、バーティル・リントナーは、以下のように述べて、一寸疑義を呈している。
そこ（ラカイン州）には昔からムスリムが住んでいました。それはたしかです。その地域の自然を見れば、そこはインド亜大陸が終わり、東南アジアが始まる場所です。そこにはナフ川があり、現在はバングラデシュとミャンマーの国境になっています。何世紀にもわたり、川の両岸にはムスリム徒と仏教徒が住んでいました。何も悪いことはなかったのです。そしてラカイン州北西の隅にも昔からムスリムが住んでいました。そのことにはまったく疑問の余地はありません。

### アラカン王国時代（1430年 - 1784年）
アラカン王国は仏教王朝だったが、インド人、アラブ人、ペルシャ人、ポルトガル人などさまざまな人々が訪れる海洋王国で、他の民族・宗教・文化に寛容だった。少数派のムスリムも多数派のラカイン族仏教徒と共存しており、初代王のミンソーモン（在位1429年 - 1433年）本人は仏教徒だったが、強大であった隣国・ベンガル王国への忠誠を示すために「スレイマン・シャー」というムスリムの称号を名乗り、1531年にアラカン王国が完全に主権を主張できるようになるまで、11代にわたる彼の後継者たちはそのひそみに倣った。またミンソーモンは、片面にラカイン語で仏教の称号を、もう片面にベンガル語とペルシャ語でシャハーダが刻まれた硬貨を発行した。ラカイン州の最初の歴史的なモスクである、ミャウウー東部郊外にあるサンティカン・モスク（Santikan Mosque）は、ミンソーモンとベンガル出身のムスリムの兵士によって、1430年代に建設されたものである。

### コンバウン朝時代（1784年 - 1826年）
コンバウン朝がアラカン王国を征服すると、その支配を嫌った20万人以上のラカイン族やムスリムは、現バングラデシュ領のチッタゴンとスンダルバンスに逃げ、後者はイギリス人とベンガル人から「マグ」、ラカインに残ったラカイン族からはアナウター（Anaukthar）と呼ばれ、そのまま当地に定住した者もいた。

### イギリス植民地時代（1826年 - 1942年）
1826年、コンバウン朝は第一次英緬戦争に敗北し、ラカインをイギリスに割譲した。1886年には、コンバウン朝は第三次英緬戦争に敗北して滅亡し、ミャンマー全土が英領インド・ビルマ州に編入された。ミャンマーが独立したのは1948年なので、ミャンマー全土がイギリスの植民地化にあったのは、途中、日本の占領期を挟んで約60年だったのに対し、ラカインは2倍の約120年ということになる。
この時期、稲作地帯として発展を遂げたラカインには、ベンガル地方から多くの移民が流入した。特徴としては、ムスリムが大半で、季節労働者よりも定住者が多く、農業に従事していたが、小作農ではなく耕地所有者が多いということだった。ラカイン北部はムスリムが多く、南部はラカイン族が多く、両者は別々のコミュニティを作って暮らしていた。

### 第二次世界大戦時（1941年 - 1945年）
第二次世界大戦中、イギリス領ビルマは1942年から1945年まで日本軍に占領された。イギリス軍は1942年3月にラカインからインドのシムラーに撤退し、そこで亡命政権を樹立した。
ラカインのラカイン族とビルマ族は日本軍と協力的で、ビルマ独立義勇軍（BIA）にも参加したが、ムスリムはイギリス軍と協力し、イギリス軍から兵器・弾薬を与えられてVフォースという部隊に編成され、日本軍と対抗した。この際、イギリス軍は、日本軍を撤退させたあかつきには、ラカイン北部にムスリム国家を設立するという約束をした。
そして1942年4月3日、日本軍より一足先にアキャブに到着したBIAの部隊が、周辺に住むムスリムを襲撃・殺害して、村々から追放する事件が発生した。BIAはビルマ族中心で構成され、直にムスリムに接した機会がなかったので、根深い反ムスリム感情を抱いていたと言われている。これに対してムスリムも反撃し、逃げこんだブティダウンやマウンドーの仏塔、寺院、ラカイン族の家屋を放火・破壊した。さらに1943年のイギリスのラカイン奪還作戦の最中には、ラカイン族とムスリムがお互いを襲撃し合うという悲劇も発生した。
一説には、Vフォースの攻撃によって2万人以上のラカイン族が殺害されたと言われており、またムスリム側の証言によればほぼ同数のムスリムがラカイン族に殺害されたとも言われ、さらに現在のバングラデシュ領への避難民も発生した。この時期の暴力的な衝突の歴史は、今も双方のコミュニティで語り継がれており、相手を攻撃する際の論拠にもなっている。

### 独立期（1945年 - 1947年）
日本軍をミャンマーから追放したイギリス軍は、1945年10月にシムラーから帰還した。イギリス軍はムスリムをラカインの行政職に起用して、日本軍に協力したラカイン族に報復。さらにイギリス軍と難民の帰還にともなって、パキスタンからのムスリム移民も増加し、ムスリムとラカイン族間の緊張は高まった。
戦後、新たにラカイン北部に流入してきたムスリムは「ムジャヒッド（Mujahid）」と呼ばれて、それ以前のムスリムとは区別された。彼らはパキスタンに併合されるか、独立したムスリム国家の樹立を望んでおり、1946年3月には、イスラム解放機構（Muslim Liberation Organization：MLO）を結成して分離独立運動を開始し、のちに彼らはムジャヒディーン（Mujahideens、聖戦の兵士）と呼ばれるようになった。1946年7月には北アラカン・ムスリム連盟（North Arakan Muslim League：NAML）が結成され、ラカインとパキスタンの合併を主張した。1946年5月と1947年7月の2度、ムジャヒッドの代表団がパキスタンのカラチを訪れ、パキスタンの指導者・ムハンマド・アリー・ジンナーにアラカン北部をパキスタンに併合するよう求めたが、ジンナーはこれを拒否した。ちなみに以前からラカインに住んでいたムスリムは、ムジャヒッドのこの一連の動きに否定的だったのだという。

### 議会政治時代（1948年 - 1962年）
1950年代はラカイン北部でムジャヒディーンの乱が続いていた他、中部と南部では、ビルマ共産党（CPB）、赤旗共産党、人民義勇軍（PVO）、アラカン人民解放党（APLP）などラカイン族のさまざまな部隊が活動していた。ムジャヒディーンは当初1,000人程度の兵力を擁し、ブティダウンとマウンドーの間の山地に拠点を築いていた。パキスタン政府は彼らの支援しなかったが、地元のゲリラが積極的に支援していた。しかし1950年代半ばまでにこれら武装勢力は勢いを失い、1961年7月、ムジャヒディーンは政府に降伏した。

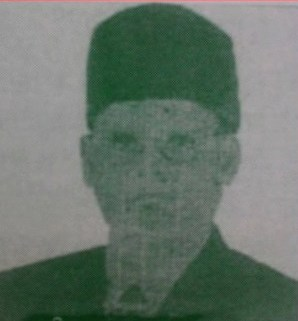
アブドゥル・ガファル

一方、ムスリム、ラカイン族ともに議会政治に活路を見出す勢力もあり、1947年、1951年、1956年の総選挙では、全国的なムスリム組織・ビルマ・ムスリム会議の支援を受けて、マウンドー郡区とブティダウン郡区からムスリム議員を輩出した。有力議員はアブドゥル・ガファル（Abdul Gaffar）とスルタン・ムハンマド（Sultan Mohmud）で、スルタン・ムハンマドは1960年から1962年まで連邦政府の保健大臣も務めた。後述するように、当時は、1947年憲法および1948年国籍法にもとづいてラカインのムスリムにも『国民登録カード（NRC）』が発行され、国民として認められていた。
ムスリム議員たちはラカイン族の議員には非協力的で、その関心はムスリムの権利を擁護することにあった。しかしムジャヒディーンの乱が長引くにつれ、ラカインに「パキスタン人」がに流入している、ムジャヒディーンが「ベンガル」とつながりのある共産党の解放区を設立しようとしているといった非難がラカインのムスリムに集まるようになった。このような現状を危惧したアブドゥル・ガファルなどラカインのムスリムの一部は、やがて「ロヒンギャ」と名乗るようになり、ラカイン北部にムスリムの自治区を設立することを政府に要求した。ムジャヒディーンの乱鎮圧のために彼らの協力を取り付けたかった政府もこれを承諾し、1961年5月30日、マユ辺境行政区（MFD）が設立された。ただ政府直轄地で、その性格は、ムスリムの自治を認めるというよりもむしろ、反乱軍や密輸業者や不法移民の取締りを目的とした行政機構だった。ちなみにMFDの人口は約40万人で、そのうち75％はムスリムだった。

### ビルマ社会主義計画党（BSPP）時代（1962年 - 1988年）
1962年にクーデターを起こして成立したネ・ウィンの軍事独裁政権は、外国人排斥の方針を打ち出し、インドとパキスタンの市民権を持つ約30万人を追放した。また1964年2月1日にはMFDも解体された。
この時代、不法移民が大きな問題となっていた。シャン州、カチン州、チン州などからも不法移民が流入していたが、ラカイン州からの流入は、それらよりはるかに大規模で、1970年代後半にはラカイン州北部に住むロヒンギャにはNRCは発行されなくなり、多くのNRCが当局に押収されたとも伝えられる。1971年に第3次印パ戦争が勃発した際には、約50万人の難民がバングラデシュからラカインに流入したとも言われているが、後述するように、この数字には疑義が呈されている。1977年には不法移民取締りを目的とした「ナガーミン作戦」がラカイン州で発動され、約30万人のロヒンギャ難民がバングラデシュに流出する事態となった。そして1982年に制定された新しい国籍法により、これも後述するように、ロヒンギャは実質無国籍状態に陥った。
またこの時代、ロヒンギャ独立軍（Rohingya Independence Army：RIA、のちにロヒンギャ愛国戦線《RPF》に改名）、ロヒンギャ連帯機構（RSO）、アラカン・ロヒンギャ・イスラム戦線（ARIF）など「ロヒンギャ」をその名に冠した武装勢力が活動していたが、いずれも小規模な活動に留まった。

### SLORC/SPDC時代（1988年 - 2011年）
8888民主化運動後の1990年に実施された総選挙には、ロヒンギャにも選挙権が与えられ、ロヒンギャ政党・人権国民民主党（NDPHR）が4議席を獲得した。しかし選挙結果を受け入れない国家法秩序回復評議会（SLORC）は、各政党に対する弾圧を開始し、NDPHRは1992年に活動禁止処分を受けた。
1991年から1992年にかけてラカイン州北部で、RSO、ARIF掃討を目的とした国軍の「清潔で美しい国作戦」が発動され、約25万人のロヒンギャ難民がバングラデシュに流出する事態となった。この後、国軍はラカイン州に国境地帯入国管理機構（ナサカ）を設置して、ロヒンギャや不法移民に対する管理を強化し、ナタラというモデル村を24建設して、仏教徒の移住を進めた。
またこの時代には、イスラーム復興運動の影響がミャンマーにも及び、ミャンマー国内のムスリムがムスリムらしい格好をして、モスクでの礼拝に列をなし、「786」と書かれたムスリム商店が街中に増えたりした。その変化を感じ取った仏教徒の間では、ムスリムの武装勢力だけではなく、ムスリムの存在そのものを脅威とみなす雰囲気が強まり、2001年9月11日のアメリカ同時多発テロ事件でそれは決定的となった。またロヒンギャ難民に対する国際機関や国際NGOの支援も、「ロヒンギャを優遇している」と特にラカイン族の人々の反感を買った。
この頃、既にのちの仏教徒・ムスリム間のコミュニティ紛争の萌芽が見られ、1997年3月16日、マンダレーでムスリムの男性が仏教徒の少女を強姦したという噂が広がり、僧侶を含む仏教徒の暴徒がモスクを襲撃、警察の治安部隊（ロンテイン《Lon Htein》）がこれに発砲し、少なくとも修行僧1人が死亡した。この暴動は、ヤンゴン、モーラミャイン、ピンマナ、タウングー、ピイにも波及し、各年には夜間外出禁止令が出された。また、2003年10月19日、タンシュエSPDC議長の故郷・チャウセで、仏教徒・ムスリム間の衝突が発生してムスリム10人が殺害される事件が起きた。この際、5人の僧侶が逮捕され、懲役25年の刑を受けたが、そのうちの1人がのちに969運動、ミャンマー愛国協会（マバタ）で活躍するはアシン・ウィラトゥである。この後、僧侶たちの逮捕理由を問い質すために600人の群衆が集まったが、国軍がかれに向かって発砲、僧侶3人が死亡した。これをきっかけに暴動が全国に拡大し、托鉢で使う鉢を伏せて布施を拒否する覆鉢（ふくばち）も行われ、僧侶20人が逮捕された。

### テインセイン時代（2011 - 2015年）
2010年の総選挙では、再びロヒンギャにも選挙権が認められた。ロヒンギャ政党としては国民発展民主党（National Democratic Party for Development：NDPD）と国民発展平和党（National Development and Peace Party：NDPP）が選挙に参加したが、後者はロヒンギャの政治活動家で、国軍系の連邦団結発展党（USDP）の候補者でもあった不動産王・アウンゾーウィンがNDPD潰しのために結成した政党だと言われており、人々の支持はなかった。選挙の際、USDPは、USDPへの投票と引き換えに、ラカイン州のロヒンギャに『仮登録証明書（TRC）』を発行した。選挙の結果、NDPDは連邦議会では議席を獲得できなかったが、州議会で2議席を獲得した。USDPからは3レベルの議会で5人のムスリム議員が当選したが、その中にはロヒンギャを自認するアウンゾーウィンとシュエマウンがおり、2人とも連邦議会で当選を果たした。
しかし、テインセイン政権下で言論の自由が広がり、ネットが自由化されたことにより、Facebookにはムスリムヘイトが溢れるという皮肉な現象が起きた。これはアシン・ウィラトゥが率いる969運動、それを受け継いだミャンマー愛国協会（マバタ）が扇動したものだったが、2012年5月にはラカイン族の少女が、ロヒンギャの男性に強姦されて殺害された事件をきっかけに両者の間に衝突が発生。10月までに150人以上が死亡、10万人以上のロヒンギャがバングラデシュに流出する事態となった。この事件以降もラカイン州ではムスリムと仏教徒の衝突が頻発、ラカイン州以外でもメイティーラ、ヤンゴン近郊のオッカン、ラーショーで反ムスリムの暴動が発生し、多数の死傷者が出た。激しい国際非難を受けて、政府は、以前よりロヒンギャの人権を侵害していると国内外から批判の的になっていたナサカを解散したが、2015年にはムスリムに対して差別的な民族保護法4法（改宗法、女性仏教徒の特別婚姻法、人口抑制保健法、一夫一婦法）を制定した。
また同年2月、テインセイン大統領が、TRCを所持しているロヒンギャに選挙権を与える提案をしたところ、マバタ主導の激しい反対運動が巻き起こり、政府は撤回に追い込まれた。それどころか政府は、TRCは同年3月31日に失効するので、5月末までに返却しなければならないと発表し、代わりに6月から『国民証明書（NVC）』を交付し始めたが、交付する際に、当局がロヒンギャにベンガル人と自認することを求めたり、NVCを受け取ろうとしたロヒンギャが正体不明の集団に脅迫されたりしたので、交付率は著しく低い水準に留まり、約50万人の成人のロヒンギャが2015年総選挙での選挙権を失った。これによりロヒンギャ政党が選挙から排除されただけではく、多くのムスリム支持者を抱えるUSDPと国民民主連盟（NLD）もムスリムの候補者を1人も擁立できなかった。前回USDPから連邦議会議員に選出されたアウンゾーウィンとシュエマウンも立候補を認められなかった。

### NLD時代（2016 - 2020年）
2015年の総選挙でNLDが大勝利を収めNLD政権が成立すると、国家顧問に就任したスーチーは、元国連事務総長・コフィー・アナンを長とするラカイン州諮問委員会を設置して、ロヒンギャ問題を含むラカイン州のさまざまな課題に取り組む姿勢を見せた。しかし、同時並行で取り組んでいた少数民族武装勢力との和平会議・連邦和平会議 - 21世紀パンロンには、ロヒンギャの代表は1度も呼ばれずじまいだった。
そして2016年10月19日、正体不明の武装集団が、ラカイン州の国境警備隊の複数の監視所を銃や爆弾で襲撃して、警察官9名が殺害される事件が発生し、2017年8月25日、ラカイン州諮問委員会が最終報告書を提出した翌日、今度はアラカン・ロヒンギャ救世軍（ARSA）と名乗っていた武装組織が、鉈や竹槍で武装した約5,000人住民を引き連れて、約30ヶ所の警察署を襲撃するという事件が発生し、約70万人のロヒンギャ難民がバングラデシュに流出するという未曾有の流出劇が発生した。
このようにして、新たにバングラデシュに逃れたロヒンギャ難民は、2016年10月から2017年6月15日までに7万5千人、2017年8月25日から2018年8月までに72万5千人、以前の難民を含めると90万人以上のロヒンギャが難民となっている。

### 2021年クーデター後
2021年2月1日、国軍がクーデターを起こして、スーチーが拘束された際、難民キャンプに住むロヒンギャの間からは歓喜の声が上がったのだという。
その後、亡命した元NLD議員は、臨時政府に相当する「連邦議会代表委員会（CRPH）」、さらには「国民統一政府（NUG）」を設立した。そして2021年6月3日、NUGはロヒンギャに市民権を付与するという声明を発表。しかし、この市民権の内容は不明瞭であり、ロヒンギャの識者の間からも苦し紛れの策ではないかという疑義が呈された。2023年7月、ロヒンギャ男性のアウンチョーモーがNUG人権省の副大臣に任命された。しかし2024年3月、NUGラジオがロヒンギャを「ベンガリー」呼ばわりし、批判を受けた後も「最近軍事訓練を受けた人々」としか訂正せず、頑としてロヒンギャの名称を使わなかったという事件が発生し、ロヒンギャに市民権を認めるとした方針と矛盾するのではないかと批判された。
ラカイン州では、2023年11月13日にラカイン族の武装勢力・アラカン軍（AA）が停戦合意を破ったことにより、国軍との戦闘が再開した。その際、アラカン・ロヒンギャ救世軍（ARSA）、ロヒンギャ連帯機構（RSO）、アラカン・ロヒンギャ軍（ARA）といったロヒンギャの武装組織は国軍の指揮下に入ってAAと戦った。ロヒンギャ危機のきっかけを作ったARSAが国軍の指揮下にあるというのは、かなり奇妙だが、住民の間ではARSAは国軍に吸収されたか、もともと国軍によって創設された組織なのではないかと噂されている。
ARSAとRSOはコックスバザールにあるロヒンギャ難民キャンプで激しく支配権を争っており、現在はRSOが優勢で、ロヒンギャの若者たちを強制徴兵して、国軍に送っている。AAはバングラデシュ政府がRSOを支援していると非難している。20年間武装闘争をしていなかったRSOが突然台頭してくるのは、たしかに奇妙ではある。
AAは報復としてロヒンギャを虐殺している疑惑が持たれている。

## ルーツ
ミャンマー近現代史の専門家・根本敬は、ロヒンギャのルーツを次の3つに分類している。これらさまざまなルーツを持つ人々が婚姻などを通じて融合しあい、現在では弁別困難である。

### アラカン王国時代の「ムスリム住民」（1430年 - 1784年）
既述のとおり、アラカン王国にはさまざまなルーツを持つムスリムが住んでいた。

### 英植民地期に流入・定住した「ベンガル人」（1826年 - 1942年）
1872年から1931年にかけての仏教徒の人口増加率は79％、ムスリムの人口増加率は297％である。ちなみにこの間、1937年にミャンマーが英領インドから分離されて、英領ビルマになるまでは、ベンガル地方からの移民は不法移民ではなかったことに注意が必要である。
英植民地時代のラカインの人口推移
| 年   | ラカイン全体    | うち仏教徒     | うちムスリム   | うちアキャブ   | うち仏教徒     | うちムスリム   |
| ---- | --------------- | -------------- | -------------- | -------------- | -------------- | -------------- |
| 1829 | 121,288         |                |                |                |                |                |
| 1832 | 195,107         |                |                | 109,645        |                |                |
| 1842 | 246,766         |                |                | 130,034        |                |                |
| 1852 | 352,348         |                |                | 201,677        |                |                |
| 1862 | 381,985         |                |                | 227,231        |                |                |
| 1872 | 484,363(100%)   | 364,023(75,2%) | 64,315(13.3%)  | 276,671(57.1%) | 185,266(38.2%) | 58,263(12%)    |
| 1881 | 588,690(100%)   | 422,396(71.8%) | 106,308(18.1%) | 359,706(61.1%) | 230,046(39.1%) | 99,548(16.9%)  |
| 1891 | 671,899(100%)   | 472,684(70.4%) | 126,604(18.8%) | 416,305(62.0%) | 238,259(35.5%) | 119,157(17.7%) |
| 1901 | 762,102(100%)   | 511,635(67.1%) | 162,754(21.4%) | 481,666(63.2%) | 280,649(36.8%) | 154,432(20.3%) |
| 1911 | 839,896(100%)   |                |                | 529,943(63.1%) | 301,617(35.9%) | 178,647(21.3%) |
| 1921 | 909,246(100%)   | 596,694(65.6%) | 218,737(24.1%) | 576,430(63.4%) | 315,140(34.7%) | 208,961(23.0%) |
| 1931 | 1,008,535(100%) | 653,699(64.8%) | 255,469(25.3%) | 637,580(63.2%) | 337,661(33.5%) | 242,381(24.0%) |

### 独立後に流入した不法移民の「東パキスタン人」（1948年 - ）
1945年、第2次世界大戦が終了すると、ラカイン北部には東パキスタンからムスリムの不法移民が流入し始めた。1947年2月に英ビルマ総督が英インド総督に宛てた手紙には、ブティタウンとマウンドーに約6万3千人の不法移民がいたと記されており、他にも1940年代から1960年代にかけて、東パキスタンからラカインへ絶えず不法移民が流入していたことを示唆する公文書が多数存在する。
1971年、第3次印パ戦争が勃発し、バングラデシュからラカインに約50万人の難民が流入したと言われている。この際、在ヤンゴンのバングラデシュ大使・K.M.カイザー（K.M.Kaiser）は、イギリス大使・T.J.オブライエンに「ラカインには50万人以上のベンガル人の不法移民がいる」と述べたと伝えらている。真偽・詳細は不明だが、この件は一般のミャンマー人の間にも広く膾炙し、ロヒンギャは不法移民であると深く印象づけられている。
国勢調査は1983年にも行われたが、1931年に比べて、ラカイン州のムスリム人口は25万5469人から58万5092人、ロヒンギャ人口（1931年はインド系ムスリム、1983年はバングラデシュ人）は19万7560人から49万7208人といずれも増加している。また2014年の国勢調査では、推定値ながら、ラカイン州のムスリム人口は111万8731人に増加している。
なおタンミンウーは「（国軍の）ビルマの大臣たちは非公式には、（ロヒンギャの）最大20％が不法移民であることを認めた」と述べているが、これはロヒンギャのほぼ100％を不法移民と考えているミャンマー人の一般的認識よりははるかに低い数字である。

## ロヒンギャという呼称

### 「ロヒンギャ」の語源
ロヒンギャ（Rohingya）という言葉の起源については諸説ある。
歴史家のチョーミンティンは、もともとベンガル語やチッタゴンの方言で、ラカインのことを「ロハン（Rohang）」または「ロアン（Roang）」と呼び、そこに住む人々を「ロアンヤ（Roangya）」または「ローインガ（Rooinga）」と呼ばれていたと主張している注意が必要なのは、この「ロアンヤ」「ローインガ」という呼称は、ラカインに住むムスリム、ヒンドゥー教徒、仏教徒の総称だったということである。

ラカインの歴史の専門家・ジャックス・P・ライダーは、1799年にイギリス人の軍医・フランシス・ブキャナンが発表したビルマ語に関する報告書の中で「ローインガ」という言葉が初めて見られると述べている。ただブキャナンは、ラカインには行ったことがなく、マンダレー近郊のコンバウン朝の首都・アマラプラにいた時に、「アラカン族」の人々からアラカン族のベンガル語名は「ローインガ」だと聞かされただけだった。しかもヴィシュヌというヒンドゥー教の神を崇拝しているとあるので、彼らはムスリムではなく、ヒンドゥー教徒だった可能性もある。。
（1795年）10月9日。アラカン族の言語のサンプルを得るために、何人かのアラカン族を呼び寄せたところ、3人の男が連れてこられた。彼らは自分たちをロサン族（Rossawns）と呼び、2人はバモン族（Bamons）、もう1人はスードリー族（Soodrie）だと言った。バモン族はベンガル語でブラミン族（Bramin）と呼ばれる人々を指す。彼らの言語は明らかにベンガル語と同じだった。彼らは、アラカン族のベンガル語名はローインガ（Rooinga）だと言った。彼らは主にヴィシュヌ（Veeshnu）を崇拝しているが、アラカンの王はグエトム/ゴダマ（Guetom/Godama）またはブッダを崇拝し、王の僧侶は、ビルマ族の発音でポウンジー（Poungee）とかポウンジェ（Poungye）と呼ばれていた。これは偉大な徳を意味する一般的な僧侶の呼び名である。彼らは、アラカンの原住民は自分たちをラカイン（Rakain）と呼び、首都はロサン（Rossang）、王国全体のことはヤカプラ（Yakapula）と呼んでいると語った。しかし彼らは決してアラカンの本当の原住民ではないと思う。（本当の原住民は）ヒンドゥー教徒で、彼らはずっと昔からこの国に定住していた。
ブキャナンは1829年に亡くなるまで、ベンガル地方とラカインの国境周辺の旅行について多くの記録を残したが、その後1度も「ローインガ」という言葉を使っておらず、同時代人の記録にも見られない。また第一次英緬戦争を経て1824年にラカインにやって来たイギリス人の記録にもない。

### 「ロヒンギャ」の誕生
英植民地政府は、「ロアンヤ」「ルワンヤ」など、「ロヒンギャ」を想起させるような言葉を公式には1度も使っていない。
英植民地政府は、当初、統治前から住んでいたムスリムと統治後に移民としてやってきたムスリムを区別せず、「マホメッダン（Mahomedans）」「チッタゴニアン（Chittagonian）」と総称していたが、1921年と1931年の国勢調査では、前者を「アラカン・マホメッダン（Mahomedans）」（1931年時点で5万1,615人）と呼んでインド系ビルマ人に分類し、後者を「チッタゴニアン（Chittagonian）」（1931年の時点で25万2,152人）と呼んでインド人に分類した。当時、「アラカン・マホメッダン」は「チッタゴニアン」を見下して交わろうとせず、両者は明確に区別されていたのだという。
そして1945年に第2次世界大戦が終了すると、既述のとおり、ラカイン北部にはバングラデシュからの不法移民が流入し始め、この戦後の不法移民は「アラカン・マホメッダン」とも「チッタゴニアン」とも区別され、「ムジャヒッド（Mujahid）」と呼ばれた。実際、1948年に反乱を起こしたラカイン北部のムスリムは、自らを「ムジャヒディーン（聖戦の兵士）」と称していた。
しかし1948年にミャンマーがビルマ連邦として独立した後、イギリス軍に約束されたムスリム国家の樹立もパキスタンへの編入も実現困難となり、ムジャヒディーンの乱によってラカインのムスリムの評判がいたく傷つく中、独立以前からラカインに住むムスリムの間では、自分たちをムジャヒディーンと区別し、自分たちの政治意見を政府に聞き入れさせるために、自らのアイデンティティを再定義する必要があるという声が強くなった。これが「ロヒンギャ」誕生の理由である。当時のミャンマーの出版物には、ラカインのムスリムを表すために、「Rwangya」「Rawangya」「Roewenhnya」「Roewengya」 「Rushangya」「Rohingya」「Rohinja」「Rohinga」「Ruhangya」「Rohangya」など、すべて「R」で始まる言葉の使用が提唱されていた。
「ロヒンギャ」という言葉が初めて使われた時期については、明確にはわかっていないが、1948年、アブドゥル・ガファルが、ウー・ヌ首相に宛てた書簡の中で、「ロヒンギャ」とほぼ同義の「ルワンヤ」という言葉を使ったという記録がある。歴史家のチョーミンティンによれば、「ロヒンギャ」という言葉が英語とミャンマー語で初めて使われたことを確認できるのは、1959年に結成されたヤンゴン大学の学生団体「ラングーン大学ロヒンギャ学生協会（Rangoon University Rohingya Students Association）」で、彼らは翌年『ロヒンギャ小史』というブックレットを発行している。ミャンマー政治史の専門家・中西嘉宏は、「ロヒンギャは、1950年代に、ラカイン出身のエリートムスリムによって作られた集団名である可能性が高い」と述べている。当時、ムジャヒディーンの乱鎮圧のためにラカインのムスリムの協力を取り付けるために、政府もこの「ロヒンギャ」の呼称を受け入れ、1961年のマユ行政区設置記念式典では、当時国軍No.2だったアウンジーが「ロヒンギャ民族、ロヒンギャ指導者、ロヒンギャ宗教指導者」という言葉を使って、国軍への協力と情報提供を呼びかけた。

### 「ロヒンギャ」という呼称の浸透
ただ当時、ロヒンギャという言葉は、政府と一部のエリートムスリムの間で使われていたのみで、それほど人口に膾炙してはおらず、この時期のラカイン北部出身のムスリム国会議員たちも自認は「アラカン・ムスリム」だった。スルタン・ムハンマドなどは、ラカインのムスリムコミュニティの分裂を招きかねない「ロヒンギャ」という言葉の使用に反対していたのだという。
ロヒンギャの歴史家たちは、自らをミャンマーの「土着民族（タインインダー）」に含めるべく、アラカン王国時代のポルトガルやオランダの資料、ベンガル語で書かれた文学作品、過去の伝説を参照して、ロヒンギャをラカインの先住民族とする「ロヒンギャの歴史」を創り、それを英語で発信し始めたが、既述のとおりその信憑性には疑義が呈されている。
1982年には、ロヒンギャではなく、「アラカン・ムスリム」と自認していた多くのラカイン州ムスリムの人々の意を汲み、カマン族の妻を持つ自称「アラカン・ムスリム」のウー・チョーフラ（U Kyaw Hla）が、アラカン解放機構（ALO）を結成し、非ロヒンギャ勢力として民族民主戦線（NDF）への参加を申請するという試みもあった。
西側諸国が「ロヒンギャ」という呼称を公式に使用し始めたのは、1991年後半にあった2回目のロヒンギャの大量流出劇の際である。この時の大量流出劇のきっかけとなったのが、ロヒンギャ連帯機構（RSO）やアラカン・ロヒンギャ・イスラム戦線（ARIF）など、その名前に「ロヒンギャ」を冠した武装勢力に対する国軍の掃討作戦だったことがその理由である。1978年の最初の大量流出の際には、アメリカは「アラカン・チッタゴン」、イギリスは「アラカン・ムスリム」という言葉を使用していた。
「ロヒンギャ」という呼称が人口に広く膾炙したのは、2012年の仏教徒・ムスリム間のコミュニティ紛争がきっかけで、比較的新しい現象である。テインセイン政権下のミャンマー平和センターのメンバーだったチョーインフラインは「ムスリムは2011年までは自らが置かれた地位に甘んじなければならないと感じていた。だが、自ら投票した2010年の選挙の後、2011年の政治の変化の後では、より自由に物事を考えるようになった……2012年に彼らと話したとき、自らをロヒンギャと呼ぶ者は1人もいなかったが、2012年の末には誰もがそうしていた」と述べている。また国際危機グループの『The Politics of Rakhine State（2014）』というレポートでは、「2012年の暴力が状況を変えました。 暴力が起こる前は、私たちのロヒンギャの名前は毎日考えるようなものではありませんでした。 暴力以来、私たちからすべてが奪われ、今、私たちに残っているのはロヒンギャのアイデンティティだけです」というロヒンギャの長老の言葉が紹介されている。

## 国籍問題

### 1947年憲法下の国籍
現在、ロヒンギャは135の土着民族（タインインダー）には含まれず、ミャンマーでは不法移民扱いである。
1947年に制定された憲法第11条では、以下の３つのケースで土着民族として国籍を認められていた。
1. 両親がミャンマーの土着民族（ビルマ族、ラカイン族、チン族、カチン族、カレン族、カレンニー族、モン族、シャン族その他1823年以前からミャンマーの領土内に住んでいた民族）である者。
2. ミャンマーの領土内に生まれ、祖父母の少なくとも1人が土着民族のいずれかに属すか、あるいは属していた者。
3. ミャンマーの領土内に生まれた土着民族で、死亡した両親が引き続き生存していれば国籍取得の資格を満たす者の子供[89]。

また帰化による国籍取得も広く認められ、「ミャンマーを含むイギリス領内で生まれて、ミャンマー国内のいずれかの場所で、憲法制定前の10年、あるいは1942年1月（日本軍の侵攻開始の年月）までの10年間のうち8年以上暮らし、今後も居住する意思がある者」には国籍が認められており、条文に「土着民族」という文言はあったものの、民族、人種、宗教を重視するものではなかった。実際、1952年から発行が始まった『国民登録カード（National Registration Cards：NRC）』には、民族、人種、宗教を記載する欄はなかった。
この点、ロヒンギャの国籍については、憲法制定時、スルタン・ムハンマドが、ラカインのムスリムがこの「土着民族」に含まれるか、議会で異議申し立てをしたところ、当時の大統領・サオ・シュエタイッは「アラカンのムスリムは土着民族の1つに属する」と明言したように、実際、1950年代はロヒンギャに対しても1947年憲法および1948年国籍法にもとづいてNRCは発行されていた。ただバングラデシュからの不法移民が問題になり始めた1970年代に、ラカイン州北部に住むロヒンギャにはNRCは発行されなくなり、多くのNRCが当局に押収されたようである。

### 1982年の国籍法
1982年、新たな国籍法が制定され、国籍取得の資格のある者は以下の3つに分類された。
- 国民…第一次英緬戦争が始まる1823年以前からミャンマーで暮らしていた土着民族（タインインダー）。
- 準国民…1948年国籍法に従い国籍取得を申請したものの、本法改正時までに決定を受けていない者。
- 帰化国民…1948年1月4日までにミャンマーに住んでいることを証明できて、1948年国籍法にもとづいて国籍取得の申請をしていなかった者。[93]

「国民」の定義に「土着民族」という言葉があることからも明らかなように、1947年憲法および1948年国籍法に比べて、新国籍法は、民族、人種、宗教で国籍の有無を判断する意図があった。また条文には、国民、準国民、帰化国民との間に明白な権利・義務の格差は存在しなかったが、実際には「準国民」「帰化国民」は、公務員の管理職になれない、多額の国家予算が注ぎ込まれている大学の理工系学部・医学部に進学できないなどの差別的取扱いが存在した。
しかし、タンミンウーが言うとおり「社会通念では、ロヒンギャの人々はこの法律によって国籍を剥奪されたことになっているが、それは真実ではない」。それは新国籍法制定にあたって、1982年10月8日にネ・ウィンが行った演説からも窺い知れ、1948年1月4日の独立記念日が基準になっていることからして、独立後の不法移民を取り締まることが新国籍法の目的だった。
ロヒンギャは「土着民族」に含まれなかった。しかし新国籍法第6条には「既に市民権を有する者は、虚偽の申告により市民権を取得した場合を除き、引き続き市民権を認められる」と規定されており、1947年憲法および1948年国籍法にもとづいてNRCを取得していれば、ロヒンギャもそのまま国籍を認められた。また第6条で救済されないロヒンギャも、「準国民」「帰化国民」と認められる可能性があり、さらに新国籍法第7条には「『準国民』『帰化国民』も3代経てば『国民』になれる」と規定されていた。これはのちにテインセイン大統領やアウンサンスーチーも認めている。
しかし実際にロヒンギャが「準国民」「帰化国民」と認められるのは困難だった。1948年の独立直後からラカインでは約10年間ムジャヒッド党が続いていおり、さらにロヒンギャには文盲が多かった。このような状況では、「準国民」の規定にある「1948年国籍法に従い国籍取得を申請する」ことも、「帰化国民」の規定にある「1948年1月4日までにミャンマーに住んでいることを証明する」ことも、実質不可能で、結果、第6条で救済されたロヒンギャ以外は無国籍状態となり、不法移民と見なされるようになった。多くの識者がロヒンギャが不法移民となった原因は、新国籍法の規定にあるのではなく、その運用の失敗にあると指摘している。

### その後のロヒンギャの国籍の取り扱い

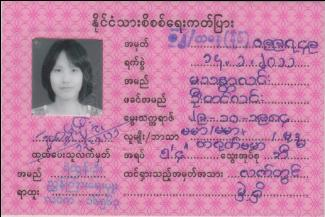
ミャンマーの国民登録証。民族（လူမျိုး）欄には「ビルマ（ဗမာ）」と記載されている。

新国籍法は、制定されたものの長い間棚晒し状態にあり、施行されたのは1989年になってからだった。その際、1947年憲法および1948年国籍法にもとづくNRCを有していた者は、『市民権セキュリティ・カード（Citizenship Scrutiny Cards：CSC）』に差替えられることになった。しかしロヒンギャがNRCを返却しても、「国民」「準国民」「帰化国民」いずれのCSCも発行されず、NRCも戻ってこないことが多かった。
その後、1991年から1992年にかけての2回目の大量流出劇を経て、1995年になってようやく、ロヒンギャにも『仮登録証明書（TRC）』（通称：ホワイト・カード）が発行されるようになった。2014年の段階でラカイン州のロヒンギャの90％がTRCを保有していたのだという。このTRCを所持している者は、2008年の憲法承認の国民投票と2010年の総選挙にも参加でき、2010年総選挙の際には、国軍系政党・連邦団結発展党（USDP）は、USDPへの投票と引き換えにラカイン州のロヒンギャにTRCを発行した。
しかし既述のとおり、2015年2月、テインセイン大統領が、TRCを所持しているロヒンギャに選挙権を与える提案をしたところ、マバタ主導の激しい反対運動が巻き起こって撤回に追い込まれ、TRCは同年3月31日に失効するので、5月末までに返却しなければならないと発表し、代わりに6月から『国民証明書（National Verification Certificates：NVC）』（通称：グリーン・カード）を交付し始た。しかし交付する際に、当局がロヒンギャにベンガル人と自認することを求めたり、NVCを受け取ろうとしたロヒンギャが正体不明の集団に脅迫されたりしたので、交付率は著しく低い水準に留まり、多くのロヒンギャが2015年総選挙での選挙権を失った。
2015年12月には、NLD政権下で、新しい『国民認証用身分証明書（Identity Card for National Verification：ICNV）が発行されたが、その趣旨は「申請者がミャンマー国民になる資格を満たしているかどうかを精査し、市民権を確認するプロセス中にミャンマーの居住者であることを確認すること（投票権は含まない）」で、一種の仮身分証明書だったが、これもNVCと同じ理由で交付が進まなかった。
ということで2015年以降、大半のロヒンギャは、有効な身分証明書を所持しておらず、名実ともに無国籍状態にある。

## 難民問題

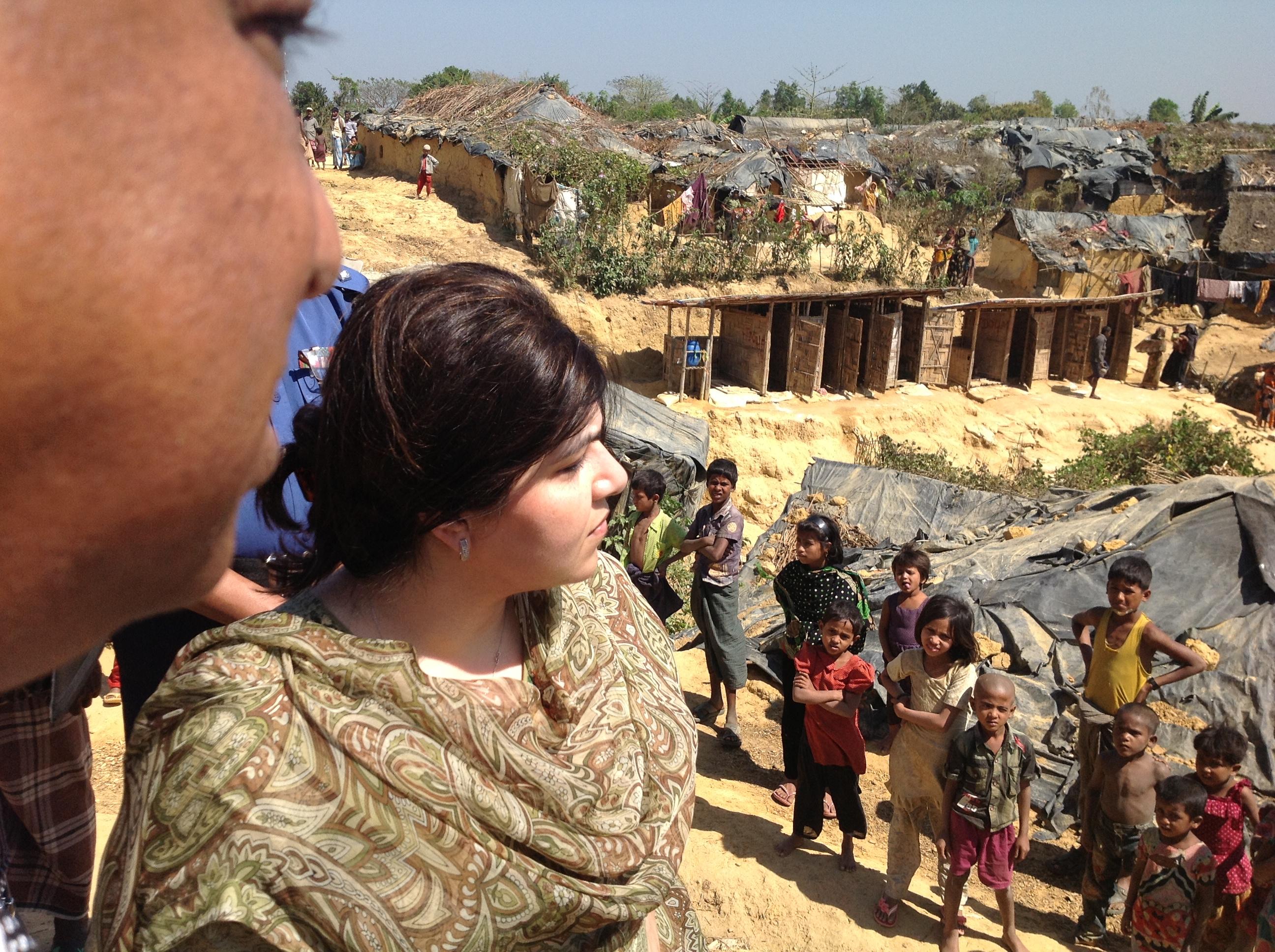
ロヒンギャの難民キャンプ（2013年）

国際連合難民高等弁務官事務所（UNHCR）は、関係諸国にロヒンギャ難民の保護を求めている。しかしバングラデシュでは、ロヒンギャは難民や不法移民と扱われている。またASEAN加盟国のうち難民条約を批准しているのはカンボジアとフィリピンだけであり、他のASEAN加盟国では不法入国者として取り締まりの対象になっている。
 バングラデシュ - バングラデシュには2023年の時点で約100万人のロヒンギャが住んでいるとされる。1978年、1991年の大量流出の際、バングラデシュ政府はロヒンギャを「難民」として扱い、ミャンマー政府との合意の下、大半のロヒンギャ難民をミャンマーへ帰還させた。しかし、1992年に難民の地位の付与が停止され、その後、バングラデシュに流入してきたロヒンギャは不法移民として扱われることになった。
バングラデシュ政府はロヒンギャの帰還を進めつつ、バシャンチャール島に避難民収容施設を建設して、ロヒンギャの人々の移住を進めている。しかし2022年ロシアのウクライナ侵攻後、ロヒンギャへの国際関心が低下し、支援が減少したことで、バングラデシュ当局は徐々にロヒンギャに対する管理を強化し、移動制限の強化、キャンプ周辺の鉄条網設置、コミュニティ主催の学校の取締り、キャンプ内の市場などの破壊を行っていると伝えられている。
2024年以降、ラカイン州でアラカン軍（AA）と国軍との戦闘が激しくなったことにより、新たに難民が生じ、国連の発表によると、2025年7月までに15万人がバングラデシュに流入したのだという。
 マレーシア - マレーシアには、1991年の「清潔で美しい国作戦（Operation Pyi Thaya）」を機にミャンマーから逃れてきたロヒンギャの人々がそのまま住み着いており、2016年の時点でUNHCRによれば13万7千人、実際のはその倍近い人々が住んでいると言われている。2006年頃からアンダマン海を渡り、タイ経由でマレーシアを目指すロヒンギャの人々が急増した。ただ2020年にムヒディン首相は「これ以上の難民は受け入れられない」と述べている。2024年2月には入管の収容施設で暴動が起こり、約100人のロヒンギャが脱走する事件があった。
 インドネシア - インドネシアでは、2015年5月、約2千人のロヒンギャがボートでアチェ州に漂着。当初、アチェ州の住民はロヒンギャに同情的で、州内に建設された難民キャンプに収容された。ただキャンプに収容されたロヒンギャの人々は、その後さまざまな伝手を頼って、より賃金の高いマレーシアに渡る者が多かった。2021年クーデター以降、ミャンマーの治安・経済状況の悪化、コックスバザールの難民キャンプの治安悪化を受け、アチェ州に漂着するロヒンギャが急増。住民の間から受け入れを拒否する動きが出始めている。
 タイ - タイは、ロヒンギャの人々がマレーシアへ渡る中継地点であり、タイ当局に収容されたり、追い返されたりしている。またタイの入管当局者と業者が共謀するロヒンギャの人身売買が大きな問題となっている。
 パキスタン - パキスタンは英領インドの一部であり、パキスタン独立時はバングラデシュは東パキスタンだったことから、従来よりロヒンギャとの関係が深く、現在25万人ほどのロヒンギャがカラチ中心にパキスタンに住んでいると言われている。しかしその大半が身分証明書を所持していないため就学・就労に制限があり、貧しい劣悪な生活を余儀なくされている。そのような境遇から逃れるために過激派に身を投じる若者もいるのだという。
 サウジアラビア - サウジアラビアには約25万人、アラブ首長国連邦（UAE）には約1万人のロヒンギャが住んでいると言われている。
 日本 - 日本政府はロヒンギャ難民支援のためにさまざまな人道支援を行っている。他にも日本財団が人道支援を行っている他、ロヒンギャ難民を収容したバサンチャール島に職業訓練学校を建設している。

## ミャンマーの要人のロヒンギャに関する見解
アウンサンスーチー
イエミンアウン（Ye Myint Aung）（香港駐在ミャンマー総領事。後に国連大使）
コーコージー（88年世代の民主化活動家）
ミンコーナイン（88年世代の民主化活動家）
アウンミョーミン（ビルマ人権教育研究所（HREIB）の設立者。現国民統一政府（NUG）人権大臣）
ミョーミン（Myo Myint）博士（コーネル大学歴史学博士、元マンダレー大学歴史学講師、元内務省宗教局長）
インインヌエ（Yin Yin Nwe）博士（ケンブリッジ大学地質学博士、ネ・ウィンの義理の娘、テイン・セインの宝石顧問。彼女はこの発言で有名人になった）
ザガナー（Zarganar）（国民的人気のあるコメディアンで、政府批判で4度の服役歴がある）
アウンミャーチョー（Aung Mya Kyaw）（ラカイン民族発展党所属のラカイン州議会議員）
エイマウン（Aye Maung）（ラカイン民族開発党議長）
ウィンミャイン（Win Myaing）（ラカイン州政府報道官）

## 日本におけるロヒンギャ
難民条約加盟国である日本でもロヒンギャが難民申請しているが、入国管理局によって退去を強制させられている事例がある。日本の法廷で争われているとおり、ロヒンギャ難民の問題には不可解な点が多く認められ、加えて「難民条約」の定義では解決し難いため、難民認定は低調な数字のままである。
在日ビルマロヒンギャ協会によると、2015年6月現在、日本には約230人のロヒンギャが生活している。そのうち約200人が、群馬県館林市に集中している。また、日本政府は、ロヒンギャをミャンマー国籍として扱っているが、国籍を剥奪されたためにそのほとんどが無国籍である実態とかけ離れた国籍認定が懸念されている。2017年8月4日、国連難民高等弁務官事務所のダーク・ヘベカー駐日代表が館林市を訪れ、ロヒンギャの現状を視察した。ヘベカーは、NPO法人が行うロヒンギャの子供たちの学習支援教室などを見学し、「素晴らしいプロジェクトで、学ぶ意欲を感じた」と評価した。
日本ロヒンギャ支援ネットワークのゾーミントゥ事務局長は、「世界に向かってミャンマー軍が何をやっているか語ってほしい」とアウンサンスーチーに呼びかけた。
2017年9月には、日本赤十字社の医療チームがバングラデシュの避難キャンプに派遣された。9月8日、東京・品川のミャンマー大使館に、ロヒンギャら約150人が抗議デモを行った。
その一方で、在日ミャンマー人社会との対立は深まっている。1988年9月に在日ミャンマー人協会が設立された当初は、ロヒンギャが協会書記長を務めたことがあるなど、表だった排斥は見られなかった。しかし2000年以降、ミャンマーの政情が落ち着くと、在日ミャンマー人の間に「ロヒンギャ（「ベンガル人」）はミャンマー人ではない」という認識が浸透し、表だった迫害こそ起きていないが、ロヒンギャは排除されるようになった。2015年には、日本放送協会の（「ベンガル人」に対する）ロヒンギャ表記への抗議声明を、複数の在日ミャンマー人団体が出した。

## 来歴
- 11世紀 パガン朝成立。
- 16世紀 タウングー朝成立。アラカン人によるベンガル人の拉致が横行。
- 17世紀 ベンガル人がアラカン王国で隷属化に。
- 1752年 コンバウン朝成立。
- 1784年 アラカン王国がコンバウン朝に併合され消滅。
- 1799年 ビルマ人の迫害により、アラカン人が英領インドへ難民化。
- 1824年 第一次英緬戦争。
- 1826年 「ヤンダボ協定」締結。アラカン西部のチッタゴンを英領インドに割譲。
- 1828年 アラカン州をアキャブ，チョクピュー，サンドウェイの3郡に分割。
- 1852年 第二次英緬戦争。英領インドは下ビルマを併合。
- 1879年 飢餓が発生したことから、ベンガル人のビルマへの大規模移住が開始。
- 1885年 第三次英緬戦争。
- 1886年 コンバウン朝滅亡。英領インドの一州として完全植民地化。
- 1887年 英国はベンガル系移民に対する農地の貸借契約を承認。
- 1911年 20年前に比べ、アラカン人口が80%近く上昇。
- 1913年 アラカン人とベンガル系移民との間で土地訴訟が発生。
- 1937年 英領インドから分離。
- 1939年 アラカン国民会議（ANC）が西部一帯を事実上統治。
- 1941年 30人の志士から成る国民義勇軍（BMI）結成。
- 1942年 日本軍の侵攻で英軍が後退。
- 1943年 反ファシスト人民自由連盟（AFPFL）結成。
- 1944年 日本軍の撤退で英軍が再侵攻。「アラカン会議」開催。
- 1945年 反ファシスト人民自由連盟が抗日運動開始。
- 1946年 アラカンの東パキスタン統合が拒否され、ベンガル系移民のムジャヒッド蜂起。
- 1947年 「アウンサン＝アトリー協定」締結も、アウンサン暗殺。
- 1948年 「ビルマ連邦」独立。「ムジャヒッドの乱」でアラカン人とベンガル系移民との抗争が激化。
- 1951年 「全アラカン・ムスリム協議会」においてムスリム国家の設立を表明。
- 1954年 ミャンマー＝日本間で「平和条約」に調印
- 1960年 アウンサンの後継ウーヌは、アラカン人に独立国家の樹立を容認。
- 1962年 ネ・ウィンによる軍事クーデタ発生。ビルマ式社会主義体制へ。
- 1972年 「ロヒンギャ民族の解放」を唱える会議を開催。
- 1974年 国号を「ビルマ連邦社会主義共和国」に変更。
- 1978年 ビルマ当局は「ナーガミン作戦」を各地で展開。
- 1982年 「市民権法」でベンガル族を除くムスリム（ロヒンギャ）を非国民として規定。
- 1985年 アウンサンスーチーが日本の京都大学東南アジア研究センターで客員研究員に。
- 1987年 国連から「低開発国（LDC）」指定。「1982年市民権法」施行により、ロヒンギャの国籍剥奪。
- 1988年 「8888民主化運動」発生。ソオマオン主導のSLORC（国家法秩序回復評議会）による軍政移管。
- 1989年 再び国号を「ミャンマー連邦」に変更。
- 1990年 総選挙実施でNLD（国民民主連盟）が圧勝するも軍政は結果を反故。亡命政府「NCGUB（ビルマ連邦国民連合政府）」設立。
- 1991年 アウンサンスーチーがノーベル平和賞受賞。ロヒンギャの第一次難民化。
- 1992年 ミャンマー＝バングラデシュ間で「難民帰還覚書」を交換。軍政がタンシュエ麾下に。
- 1995年 カレン族の拠点基地であるマナプローが陥落し、カレン族の多くがタイ領へ大量避難。
- 1997年 軍政がSPDC（国家平和発展評議会）に改組。ロヒンギャの第二次難民化。
- 1998年 ミャンマー＝バングラデシュ間で「難民帰還協定」を締結。
- 2004年 バングラデシュ政府はミャンマーからのロヒンギャを不法移民に認定。
- 2006年 ネーピードーへ遷都。ロヒンギャの一部がクォータ難民としてカナダで第三国定住。
- 2007年 「サフラン革命」発生。タイ当局はラノーンで拘束したロヒンギャを強制送還。
- 2009年 ロヒンギャのボートピープルがタイ海軍によって強制送還。
- 2010年 国旗と国号を「ミャンマー連邦共和国」に変更。アウンサンスーチー解放。
- 2012年 ヤカイン州で仏教徒とイスラム教徒が衝突。アウンサンスーチーは介入を避ける。
- 2015年 インドネシア・マレーシア・タイがロヒンギャを含む漂流難民の一時的受け入れ施設の設置で合意[136]。